# La Celle-sous-Montmirail
La Celle-sous-Montmirail è un ex comune francese di 114 abitanti situato nel dipartimento dell'Aisne della regione dell'Alta Francia. Soppresso il 31 dicembre 2015, dal 1 gennaio 2016 è stato incorporato nel comune di nuova costituzione, Dhuys et Morin-en-Brie, come comune delegato.

## Società

### Evoluzione demografica
Abitanti censiti